# Sandro (Schlagersänger)
Sandro Malinowski (* 28. Oktober 1993 in Essen) ist ein deutscher Schlagersänger.

## Werdegang
Sandro Malinowski ist der Sohn des Schlagersängers Fredi Malinowski, der zusammen mit Martin Marcell das Schlager-Duo Fantasy bildet. Nach dem Hauptschulabschluss begann er eine Lehre als Karosserielackierer. Parallel dazu verfolgte er seine Schlager-Karriere. Dem Publikum wurde Sandro zunächst dadurch bekannt, dass er 2014 einen Überraschungsauftritt bei der Fantasy-Sommernacht in Aspach absolvierte. Ermutigt von  positiven Reaktionen trat Sandro im Januar 2016 bei der Castingshow Deutschland sucht den Superstar an. Dort präsentierte er neben Nino de Angelos Jenseits von Eden auch Verlieben, verloren, vergessen, verzeih’n von Wolfgang Petry, I sing a Liad für Di von Andreas Gabalier, Am seidenen Faden von Tim Bendzko sowie seine selbstkomponierte Ballade Ich lieb dich mehr als mein Leben. Sandro schaffte es bis zum 3. Recall des Formats und schied dann aus. Dennoch nahm ihn das Musiklabel Telamo unter Vertrag. Sein erstes Album Verliebt, das von Gerd Jakobs (Norman Langen, Caught in the Act, Jürgen Drews, David Hasselhoff, Nino de Angelo, Ireen Sheer) und Felix Gauder (Vanessa Mai, Wolkenfrei) produziert wurde, erschien im März 2017 und erreichte Platz fünf der deutschen Albumcharts sowie Platz zehn in Österreich und Platz 65 in der Schweiz.

## Auszeichnungen
- smago! Award
  - 2017: für „Hit-Tipp 2017“